# Middlesbrough
Middlesbrough är en stad i kommunen Borough of Middlesbrough, i grevskapet North Yorkshire, i nordöstra England. Staden, som ligger vid floden Tees, ingår i det sammanhängande tätortsområdet Teesside. Ca 5 km öster om staden ligger hamnen Teesport, vilken är Storbritanniens tredje största. Staden hade 148 219 invånare år 2021.
Staden är framför allt känd för sin stål- och varvsindustri. Här finns också fotbollsklubben Middlesbrough FC.